# إسكندر (تبريز)
إسكندر هي قرية في مقاطعة تبريز، إيران. عدد سكان هذه القرية هو 1,377 في سنة 2006.